# Kaukasisk vingevalnød
Kaukasisk Vingevalnød (Pterocarya fraxinifolia) er et stort, løvfældende træ med en først krukkeformet, senere åben og bred krone. Træet er ofte flerstammet med oprette, bugtede, svære stammer og vandrette, let overhængende sidegrene. Grenene har kamret marv.

## Beskrivelse
Barken er først glat og olivengrøn med tynd, violet dug. Senere bliver den grålig og ru, og til sidst er den grå med tynde furer og svage kamme. Knopperne er spredte, meget aflange og uden knopskæl. I stedet danner to små, brune og hårklædte blade knopdækket. 
Bladene er meget lange og uligefinnede med op til 27 småblade. Hvert småblad er fremadrettet og elliptisk med savtakket rand. Oversiden er klart grøn og blank, mens undersiden er lysegrøn med lange, lysebrune hår på midterribben. Efterårsfarven er rent gul. Han- og hunblomster sidder hver for sig på lange rakler. Frugterne sidder i en klase på en lang akse. Hver frugt er en vinget nød, som af og til modner i Danmark.
Rodnettet består af kraftige hovedrødder, som når både langt ud og dybt ned. De fine siderødder ligger højt i jorden. Træet sætter ofte mange, kraftige rodskud. 
Højde x bredde og årlig tilvækst: 20 x 15 m (40 x 30 cm/år).

## Hjemsted
Dette træ er udbredt i lavtliggende bjergdale fra det vestlige Kaukasus til det nordøstlige Iran. Her gror det i blandede løvskove (med bl.a. Rød-El og Hvid-Pil) på leret og mineralrig jord. 
Arten har i en af mellemistiderne vokset her i Danmark.
Arten optræder naturaliseret med rodskud på bredden af søen ved Lykkesholm sydøst for Odense. De askelignende blade og de ejendommelige hængende blomster med mangeblomstrede hunrakler og nødfrugter med vinge, der er dannet af støtte- og forblade, giver dette træ, der undertiden plantes i parker, et eksotisk udseende.